# Teodoro (mestre dos soldados da Armênia)
Teodoro (em latim: Teodorus) foi um general bizantino do século VI, ativo no reinado do imperador Justino II (r. 565–578). Esteve ativo no Diocese do Oriente combatendo o Império Sassânida na Guerra bizantino-sassânida de 572–591 entre 572 e 587 sob comando dos comandante-em-chefe na região.

## Vida
Teodoro era nativo de Rábedis (Tur Abdim, ao sul de Amida). No outono de 572, serviu Marciano no Oriente, que o enviou, junto de Sérgio e Juventino, num raide contra Arzanena. No final de 574 e na primavera de 575, como mestre dos soldados da Armênia, comandou tropas armênias e conduziu, ao lado de Curs, operações na Albânia. Em 587, serviu no Oriente sob Filípico, que o colocou sob o comando de um terço do exército, junto de André, e enviou-os numa invasão ao Império Sassânida.